# 명반응
명반응(明反應, 영어: light reaction) 또는 광의존적 반응(光依存的反應, 영어: light-dependent reaction)은 식물의 광합성의 한 과정으로 엽록소에서 태양의 빛 에너지를 흡수해서 NADPH, ATP 등의 화학 에너지를 생성하는 과정을 말한다. 명반응은 크게 물의 광분해와 광인산화 과정으로 나눌 수 있다.
명반응의 전체 반응식은 다음과 같다.
12H2O + 12NADP+ + 18ADP + 18Pi + 빛 에너지 → 6O2 + 12NADPH + 18ATP

## 구성

### 물의 광분해
물의 광분해 과정은 광합성의 준비과정으로 물(H2O)이 빛 에너지를 받아 수소 이온과 수산화 이온으로 분해되는 과정이다. 물이 분해되면 수산화 이온은 전자를 잃어 버려 OH가 되는데 2분자의 OH-가 결합해 산소(O2)를 배출한다. 한편 물이 분해되어 나온 수소 이온은 수소의 수용체라 할 수 있는 NADP+에 전달되며 NADPH가 된다. NADPH는 광합성의 또 다른 과정인 탄소고정반응에서 수소 공급원의 역할을 한다. 물의 광분해 과정은 발견자인 힐의 업적을 따 힐반응이라고도 한다.

### 광인산화
광인산화 과정은 빛 에너지를 이용해 ADP와 무기 인산(Pi)으로부터 ATP를 생성하는 반응이다. 광합성에서는 NADPH로 에너지를 저장하는 것 또한 광인산화에 포함된다. 광인산화 과정에는 순환적 광인산화 반응과 비순환적 광인산화 반응이 있다. 순환적 광인산화에서는 광계 I을 사용해 ATP를 합성하며 이탈 전자가 ATP 합성 후에 원래 자리로 되돌아 온다. 광계 I 의 P700이 전자를 방출하면 전자는 페레독신(Fd)을 거쳐 전자전달계에 도달하는데 여기서 화학삼투적 인산화에 의해 ATP를 합성한다. 이때 합성된 ATP는 탄소고정반응에 이용된다. 비순환적 광인산화는 광계 I 과 광계 II를 사용하는 과정이다. 광계 I에서 P700으로부터 방출된 전자는 전자수용체인 페레독신(Fd)로 들어가며 전자전달계를 거쳐 NADPH를 합성한다. 광계 II에서는 P680에서 고에너지 전자가 방출되며 이 전자는 플라스토퀴논(PQ)로 가서 전자전달계를 거친다. 이때 ATP가 합성된다. 이 과정을 거친 전자는 에너지를 잃은 상태이며 P700으로 들어가 P700을 환원시킨다. 광계 II 에선 전자 방출로 인해 P680이 산화되어 물의 광분해시 발생하는 전자를 사용해 이를 다시 환원시키게 된다. 물의 광분해로 발생한 2개의 H+는 NADP+와 결합 NADPH의 형태로 에너지를 저장하고 탄소고정반응에 전달된다. 2개의 OH-는 물과 산소로 되어, 이때 나온 전자는 P680을 환원시켜 광계 II를 들뜨기 전 상태로 만들면 비순환적 광인산화가 끝난다.

## 같이 보기
- 광합성

## 참고 문헌
1. ↑  CAMPBELL(2008), 생명과학(8판), 바이오사이언스, pp725~726
2. ↑  ibid, pp726~727